# Ніколаєв Айсен Сергійович
Айсен Сергійович Ніколаєв (якут. Сэргэй уола Ньукулаайап Айыы Сиэн; нар. 22 січня 1972, Ленінград, СРСР) — російський державний і політичний діяч. Глава Республіки Саха (Якутія) з 27 вересня 2018 (тимчасово виконуючий обов'язки глави республіки Саха (Якутія) з 28 травня по 27 вересня 2018). Секретар якутського регіонального відділення партії «Єдина Росія» з 12 листопада 2019.
Глава адміністрації муніципального утворення Міської округ «Місто Якутськ» (2012—2018).

## Біографія
Народився 22 січня 1972 року в Ленінграді в родині вчителів, має двох братів і сестру. Жив у Верхньовілюйську.

### Освіта
У 16 років закінчив із золотою медаллю Верхньовілюйську фізико-математичну школу.
Вступив на фізичний факультет Московського державного університету імені М. В. Ломоносова. У 1994 році випустився з МДУ, і в тому ж році закінчив Академію народного господарства при Уряді Росії за спеціальністю «Фінансовий менеджмент».

### Кар'єра
З 1994 по 1995 роки керував АТЗТ «САПИ-центр».
У 1995 року увійшов до складу правління відкритого акціонерного товариства "Комерційний банк «Алмазэргиэнбанк», з 1995 по 1998 роки — заступник голови правління.
У 1997—2002 був депутатом 2-го скликання верхньої палати Державних зборів Якутії від Оленьоцького одномандатного округу.
З 1998 по 2003 роки був головою правління «Алмазэргиэнбанка», а також віце-президентом ТОВ ФК «САПИ».
У 2002—2004 був депутатом 3-го скликання державних зборів Якутії від партії «Союз правих сил».
З 2004 року — міністр фінансів Якутії.
З 16 лютого 2007 року — керівник Адміністрації президента і уряду Якутії.
З 18 травня 2011 року призначений першим заступником голови Уряду Якутії.

#### Мер Якутська
На початку грудня 2011 року міськдума Якутська призначила вибори мера на півроку раніше — одночасно з президентськими 4 березня 2012 року, а потім 23 грудня 2011 року мер Якутська Юрій Заболєв подав у відставку. У січні 2012 року Айсен Ніколаєв висунутий партією «Єдина Росія» кандидатом на виборах мера Якутська. На виборах 4 березня 2012 року Ніколаєв отримав 47,73 % голосів при явці виборців 69,84 %. За підсумками голосування він був обраний главою адміністрації міського округу Якутськ на 5 років.
Навесні 2017 року, до призначення чергових виборів мера Якутська, якутське відділення партії «Єдина Росія» провела праймеріз кандидатів на вибори глави Якутська. Айсен Ніколаєв набрав 86 %. Влітку 2017 року Ніколаєв знову був висунутий кандидатом у мери Якутська. На виборах 10 вересня 2017 року отримав 68,4 % голосів виборців і був обраний на другий термін.

#### Глава Якутії
Указом Президента Росії Володимира Путіна від 28 травня 2018 року призначений тимчасово виконуючим обов'язки Глави Республіки Саха (Якутія).
9 вересня 2018 року обраний Главою Республіки Саха (Якутія), набравши на виборах 71,40 % голосів виборців, які взяли участь у голосуванні.
З 27 вересня 2018 року вступив на посаду Глави Республіки Саха (Якутія).
З 2 серпня 2019 по 27 січня 2020 — член президії Державної ради Російської Федерації.

## Партійність
Член політичної ради регіонального відділення «Єдиної Росії».

## Громадська діяльність
Президент Федерації вільної боротьби Республіки Саха (Якутія).

## Нагороди
- Заслужений працівник народного господарства Республіки Саха (Якутія) (2008)

## Санкції
З 15 грудня 2022 року перебуває під санкціями США.
Також перебуває в санкційних списках Великої Британії, України та Канади.

## Сім'я
Колишня дружина — Катерина Кирилліна. Має одну дитину.
Дружина — Ніколаєва Людмила Валеріївна, голова правління «Алмазэргиэнбанка» з 2014 по 2018 рік. Має трьох дітей.